# Dwayne Miller
Dwayne Miller est un footballeur jamaïcain, né le 14 juillet 1987 à La Paroisse de Saint-Thomas en Jamaïque. Il évolue comme gardien de but.

## Palmarès

### En club
Harbour View
- Champion de Jamaïque (2) : 2007, 2010
- Vainqueur du CFU Club Championship (1) : 2007

 Syrianska FC
- Champion de Division 2 suédoise (1) : 2010

### En sélection
Jamaïque
- Vainqueur de la Coupe caribéenne des nations (2) : 2008, 2010
- Finaliste des Jeux panaméricains en 2007